# تاج الدين الحسني
تاج الدين الحسني (1885-17 كانون الثاني 1943)، هو ثاني رئيس للجمهورية السورية من 16 أيلول 1941 وحتى وفاته يوم 17 كانون الثاني 1943. تَقَلّد أرفع المناصب السّياسية، فكان رئيساً للحكومة أربع مرات ما بين 1928 و1936، وشارك في وضع أول دستور جمهوري للبلاد عام 1928. لُقب بالرئيس المِعمار لشدة اهتمامه بالتطوير والبناء، وفي عهده الأخير حصلت سورية على استقلالها من حكم الانتداب الفرنسي.

## البداية
ولِد تاج الدين الحسني في دمشق ودرس علوم الشريعة واللغة العربية على يد والده الشيخ بدر الدين الحسني، أحد أشهر عُلماء عصره في بلاد الشام. كما دَرس الفقه الإسلامي على يد الشيخ محمد رشيد العطار وفي عام 1912، عُيّن مُدرساً في المدرسة السلطانية بدمشق وعضواً في مجلس إصلاح المدارس.

## العمل في الصحافة
اختاره جمال باشا، حاكم سورية العسكري خلال الحرب العالمية الأولى، ليكون رئيساً لتحرير جريدة الشرق التي أسستها الدولة العثمانية في سورية. تعاون مع المفكر القومي شكيب أرسلان، الذي بات معاوناً لرئيس التحرير، وصدر العدد الأول من جريدة الشرق في 27 نيسان 1916. وبعد استقالة الأمير شكيب من منصبه، احتجاجاً على إعدام جمال باشا نخبة من القادة العرب في دمشق وبيروت، كَلّف الشيخ تاج صديقه الصحفي محمّد كرد علي بإدارة تحرير الصحيفة، التي ظلّت تصدر حتى خروج العثمانيين من سورية في 26 أيلول 1918.

## مع الملك فيصل الأول
كان الحسني أحد المندوبين الممثلين لدمشق في المؤتمر السوري العام عام 1919 الذي نادى باستقلال سورية (من أنطاكية إلى غزة) تحت حكم الأمير فيصل بن الحسين. بايع الشيخ تاج الأمير فيصل حاكماً على دمشق يوم 3 تشرين الأول 1918 ووضع نفسه تحت تصرف والده الشريف حسين بن علي، قائد الثورة العربية الكبرى ضد الدولة العثمانية. عندما قابل الحسني الأمير فيصل قدّم له شرحاً مُفصلاً عن ظروف واحتياجات المدارس الشرعية في سورية، فأُعجب الأمير بفصاحته وبلاغته، وقام بتعيينه مديراً للقصر الملكي في منطقة المهاجرين، على سفح جبل قاسيون. كما سُمّي الشيخ تاج عضواً في محكمة التمييز الشرعية وفي مجلس الشورى السوري. وخلال سنوات العهد الفيصلي (1918-1920)، انتسب الشيخ تاج إلى الحزب السوري الوطني الذي أسسه أمير الحج عبد الرحمن باشا اليوسف، المنادي بوحدة الأراضي السورية واستقلالها التام عن أية هيمنة أوروبية. وفي عام 1919، ترشح الشيخ تاج في الانتخابات البرلمانية التي تمت في سورية وفاز بمقعد نيابي ممثلاً عن دمشق في المؤتمر السوري العام وهو أول سلطة تشريعية في تاريخ سورية الحديث. ومن هذا الموقع، شارك في حفل تتويج الأمير فيصل ملكاً على البلاد يوم 8 آذار 1920.

## وزارة عام 1928
خُلع الملك فيصل عن عرش سورية في صيف عام 1920، بعد مواجهة عسكرية مع الجيش الفرنسي في معركة ميسلون يوم 24 تموز 1920، التي فُرض على أثرها الانتداب الفرنسي على سورية، تنفيذاً لما جاء في اتفاقية سايكس بيكو، الموقعة بين حكومتي فرنسا وبريطانيا خلال الحرب العالمية الأولى. سافر تاج الدين الحسني إلى فرنسا وتَعرف على معظم رجالات الانتداب النافذين الذين طلبوا منه العودة إلى دمشق وتشكيل حكومة وحدة وطنية في الأيام الأولى من الثورة السورية الكبرى، خلفاً لحكومة الرئيس صبحي بركات. ولكنه رفض القيام بذلك بسبب الاحتقان السّياسي واشتعال الثورة المسلحة في طول البلاد وعرضها. بعد انتهاء الثورة بأشهر قليلة أُعيد تكليفه مرة ثانية وقبل الشيخ تاج المهمة، وشكّل حكومته الأولى يوم 15 شباط 1928. جاءت الحكومة مؤلفة من ستة وزراء فقط، جميعهم من الأعيان. فقد عيّن صديقه القديم محمّد كرد علي، الذي كان يشغل في حينها رئاسة مجمع اللغة العربية، وزيراً للمعارف وكلّف رئيس الوزراء الأسبق جميل الأُلشي بحقيبة المالية. كما جاء برجل القانون صبحي نيّال من حلب وعينه وزيراً للعدل وكلّف صديقه القاضي سعيد محاسن بوزارة الداخلية. وأخيراً تعاون من شخصيات محسوبة على التيار الوطني مثل عبد القادر الكيلاني، وهو من وجهاء حماة، الذي بات وزيراً للزراعة في عهده ومع الوجيه المسيحي توفيق شامية الذي عُيّن وزيراً للأشغال العامة.

## انتخاب المؤتمر التأسيسي
كُلّفت هذه الوزارة بالإشراف على الانتخابات العامة للمؤتمر التأسيسي الذي كان من المفترض أن يَضع أول دستور جمهوري لسورية يُلبي المطالب الوطنية. أجريت الانتخابات يوم 24 نيسان 1928، ووُجهت اتهامات لاذعة للشيخ تاج ورجاله بأنهم كانوا يتدخلون في عملية الاقتراع عبر عناصر الشرطة التابعة لوزارة الداخلية، وقيل إن تزويراً كبيراً قد حصل في عدة مُدن رئيسة ومنها دمشق، وتحديداً في أحياء الشاغور وباب شرقي. ووجهت المعارضة اتهاماً إضافياً للشيخ تاج بأنه حاول شراء ولاء سكان غوطة دمشق عبر إرسال ما لا يقل عن 600 ليرة عثمانية لكل قرية، قيل إنها معونات من الحكومة لإعادة الإعمار بعد تعرض تلك المنطقة لدمار شديد خلال الثورة السورية الكبرى. مع ذلك تمكن الشيخ تاج من وضع اسمه على كافة القوائم الانتخابية في دمشق، بما فيها قائمة الكتلة الوطنية، وصار يعرف بلقب «شيخ القوائم.» من أصل تسعة نواب عن دمشق، فازت الكتلة الوطنية بثمانية مقاعد، وكان المقعد التاسع من نصيب الشيخ تاج نفسه. عقدت اللجنة المنتخبة أول اجتماعاتها يوم 9 حزيران 1928 وبدأت بالعمل على كتابة الدستور الجديد تحت إشراف هاشم الأتاسي رئيس المؤتمر، ممثلاً عن الكتلة الوطنية. وضعوا دستوراً عصرياً خلال مدة أسبوعين، دون ذكر الانتداب الفرنسي لا من قريب ولا من بعيد، فغضبت المفوضية الفرنسية العليا في بيروت وطلبت منهم تعديل ست مواد من الدستور، ولكن هاشم الأتاسي رفض القيام بذلك. اعترضت فرنسا على إعطاء رئيس الجمهورية السورية، بدلاً من المفوض السامي الفرنسي، حق إبرام المعادهات الدولية وإعلان السلم والحرب، وطالبت بالاعتراف بشرعية الانتداب دستورياً. اقترح الشيخ تاج قبول التعديلات الفرنسية تفادياً لأي صدام مع سلطة الانتداب، فتعرض لهجوم من قبل نائب دمشق فخري البارودي، مما أجبره على مغادرة المؤتمر احتجاجاً وغضباً. وبعدها وعند إصرار الوطنيين على موقفهم، قامت فرنسا بحل المؤتمر التأسيسي وتعطيل الدستور إلى أجل غير مسمى.

## الحكومات الثانية والثالثة 1930-1931
في 14 آب 1930 أجرى الشيخ تاج تعديلاً طفيفاً على حكومته، بعد التخلي عن بعض الوزراء المهزومين في الانتخابات، فتسلّم حقيبة الداخلية بنفسه خلفاً ل سعيد محاسن وجاء بالقانوني الكبير شاكر الحنبلي وزيراً للعدلية، بدلاً من صبحي نيّال. كما قام بنقل توفيق شامية من وزارة الأشغال العامة إلى وزارة المالية، وكلّف فؤاد العادل المستقل بحقيبة الأشغال، ولكنه أبقى على كل من محمّد كرد علي وعبد القادر الكيلاني في مناصبهم. وفي 27 تشرين الأول 1930، أطاح بالكيلاني، وسمّى رئيس مجلس الشورى الأسبق بديع مؤيد العظم، وزيراً للزراعة في حكومته الثالثة.
كان الشيخ تاج فخوراً جداً بالإنجازات العمرانية التي حققتها حكومته، وطَلَب من مطبعة الحكومة وضع كتاب عنها، صَدر في دمشق عام 1931. ضمت هذه الإنجازات إنشاء مستشفى ابن رشد للأمراض السارية في حلب ومستشفى الرازي للأمراض الجلدية والعينية، إضافة لمشفى الأمراض العقلية في القصير ومشفى آخر في مدينة دير الزور.
كما دُشّنت في عهده 24 مدرسة للذكور وأربع مدارس للبنات وثلاث مدارس للبدو، ومعهم المدرسة العليا للآداب في دمشق التي قام هو بافتتاحها يوم 9 تشرين الثاني 1929. وضمت الإنجازات شق طريق دمشق حلب وطريق القنيطرة بانياس، وإنشاء سرايا الحكم في كلّ من حلب (في سوق الجمعة مقابل القلعة) وإدلب والقامشلي ورأس العين وعفرين والباب ومنبج وجرابلس في الشمال وكلّ من قطنا ودوما في ريف دمشق. وأخيراً كان مقر المجلس النيابي الحديث في دمشق، الذي بني على أنقاض سينما قديمة.

## الانتخابات الرئاسية عام 1932
رشح الشيخ تاج نفسه للانتخابات النيابية عام 1932 وفاز بمعقده المعتاد ممثلاً عن دمشق، وفي ذلك الصيف، ترشح أيضاً لأول انتخابات رئاسية في سورية. خاض المعركة الانتخابية داخل المجلس النيابي ضد هاشم الأتاسي، ممثلاً عن الكتلة الوطنية، ورئيس الورزاء الأسبق علي رضا الركابي، ممثلاً عن حزب الأمة الملكي، وحقي العظم رئيس دولة دمشق الأسبق، ممثلاً عن التيار المهادن للفرنسيين، ورئيس دولة الاتحاد السوري الأسبق صبحي بركات، ممثلاً عن قوى الشمال، والمرشح المستقل محمّد علي العابد، سفير الدولة العثمانية الأسبق في واشنطن. فاز العابد بالرئاسة الأولى يوم 11 حزيران 1932، وغاب الشيخ تاج عن المشهد مجدداً حتى عام 1934، عندما طلب منه رئيس الجمهورية تشكيل الحكومة السورية الجديدة، خلفاً لحكومة الرئيس حقي العظم.

## الحكومة الرابعة والأخيرة سنة 1934
تغيرت سياسة الشيخ تاج هذه المرة ولم يعتمد على أي من حلفائه التقليدين إلا صديقه الوفي جميل الإلشي، الذي عُيّن وزيراً للأشغال العامة. أما بقية الحقائب فقد ذهبت لشحصيات محسوبة على التيار الوطني الذي كان في السابق شديد الانتقاد للشيخ تاج ويتهمه دوماً بمهادنة الفرنسيين والعمالة لهم. فقد جاء بأحد أركان الكتلة الوطنية، حسني البرازي وزيراً للمعارف وعيّن عطا الأيوبي المقرب من هاشم الأتاسي، وزيراً للعدلية. ولكن هذه الحكومة تعرضت لهجوم كبير من الشارع عند وفاة زعيم حلب وقائد ثورة الشمال إبراهيم هنانو في تشرين الثاني 1935. خرجت معظم القوى السّياسية في وداعه وأطلقت هتافات معادية لرئيس الحكومة ولنظام الانتداب، فردت فرنسا باعتقال المتظاهرين وزجّهم في السجون، مما أشعل مظاهرات أكبر وأوسع في كافة المدن السورية. حاول الشيخ تاج احتواء الموقف، دون أي جدوى، وتحولت المظاهرات إلى إضراب عام عُرف بالضراب الستيني، بعد اعتقال الفرنسيين نائب دمشق فخري البارودي، أحد أركان الكتلة الوطنية. في نهاية المطاف، تخلت فرنسا عن الشيخ تاج إرضاءً للشارع وقبلت بتعين رئيس حكومة جديد يقبل به زعماء الكتلة، وهو عطا الأيوبي، يوم 24 شباط 1934. 

## رئيساً للجمهورية 1941-1943
في عام 1941 كانت البلاد تعاني من اضطرابات عنيفة نتيجة الحرب العالمية الثانية، ودخول قوات فرنسا الحرة إلى سورية لتحريرها من نظام فيشي المحسوب على ألمانيا النازية. جاء زعيم المقاومة الفرنسية الجنرال شارل ديغول إلى دمشق، ووعد الشعب السوري بالاستقلال، ولكنه أصر على بقاء الجيش الفرنسي في سورية إلى حين انتهاء الحرب في أوروبا. دُعي هاشم الأتاسي للعودة إلى الرئاسة الأولى ولكنه رفض، قائلاً إن الفرنسيين نكثوا وعودهم في الماضي، فوقع الخيار على الشيخ تاج ليكون رئيساً لسورية، شرط أن يحكم من دون برلمان أو دستور إلى حين انتهاء المعارك في أوروبا.
كان الشيخ تاج قد أمضى سنوات الحرب العالمية في باريس، وعاد إلى دمشق في ظل حكم فيشي، حيث أثارت تحركاته شكوك وقلق المسؤولين الموالين لألمانيا فقاموا بوضعه تحت الإقامة الجبرية في قصره في منطقة الحلبوني. رُفع الحظر عنه مع وصول الجنرال شارل ديغول إلى سورية عام 1941 الذي اجتمع مطولاً مع الشيخ تاج وطُلب منه التوصل إلى اتفاق مع قادة الكتلة الوطنية، لإضفاء شرعية على حكمه الجديد. وافق الشيخ تاج وعرض على خصم الأمس جميل مردم بك أن يكون رئيساً للحكومة في عهده، ولكن هذا الاتفاق لم ينجح بسبب معارضة هاشم الأتاسي
اشترط الشيخ تاج على الفرنسيين توحيد البلاد السورية في رئاسته، وضمّ كلاً من دولة العلويين ودولة الدروز إلى الجمهورية السورية. في ردّه على الفرنسيين، قال الشيخ تاج: "كوني رئيساً مُعيناً ولست منتخباً، فبإمكانكم التخلي عني بشطبة قلم، ولذلك، أرغب أن يتم دعوتي رسمياً لتسلم زمام الأمور، تماماً كما دعت حكومة إنكلترا الملك فيصل الأول لتولي عرش العراق. وافق شارل ديغول على طلبه وبعث برسالة خطيّة للشيخ تاج، يدعوه فيها رسمياً لتسلّم رئاسة الجمهورية يوم 12 أيلول 1941. بدأت الرسالة بمخاطبة الشيخ تاج بصفة "دولة الرئيس" كونه رئيس وزراء أسبق، وانتهت بعبارة: "مع فائق الاحترام يا فخامة الرئيس."
ولكسب شرعية مضافة، طلب الشيخ تاج من الوطني الكبير حسن الحكيم، أحد أكثر السّياسيين السوريين نزاهة وأخبرهم في إدارة شؤون الدولة، أن يكون أول رئيس حكومة في عهده. كان حسن الحكيم صديقاً وحليفاً للطبيب الراحل عبد الرحمن الشهبندر، أحد قادة النضال الوطني في سورية، الذي اغتيل عام 1940. تعاون الشيخ تاج معه ومع التيار الشهبندري، وجاء بأحد رموزه المحامي زكي الخطيب، وزيراً للعدل. وتعاون أيضاً مع بعض رجال الكتلة الوطنية، عبر تسمية أربعة من رموزها في مناصب حكومية، وهم فائز الخوري (شقيق الرئيس فارس الخوري) وزيراً للخارجية، وفيضي الأتاسي (أحد أقرباء الرئيس هاشم الأتاسي) وزيراً للمعارف، ومحمّد العايش من زعماء دير الزور، وزيراً للاقتصاد الوطني وحكمت الحراكي، من زعماء معرة النعمان، وزيراً للتموين. وعيّن صهره منير العجلاني، وهو عضو سابق في الكتلة الوطنية، مديراً عاماً لقصره ووزيراً لشؤون الرياضة والشباب، وهو منصب مستحدث خصيصاً للعجلاني. ومن الملفت تعاون الشيخ تاج مع الأقليات ودعوتهم لتسلّم مناصب حكومية في عهده للمرة الأولى في تاريخ سورية. فقد جاء بمنير العباس من أبناء الطائفة العلوية وزيراً للأشغال وكلّف عبد الغفار باشا الأطرش من الدروز بحقيبة الدفاع، وهو من قادة الثورة السورية الكبرى.

## استقلال سورية
وفي 12 كانون الثاني 1942، أُقيم حفل كبير في السراي الحكومي، احتفالاً بضم الجبلين إلى سورية، وصدر طابع بريدي بهذه المناسبة، حمل رسم الشيخ تاج. بعدها أبرق وزير الخارجية فائز الخوري إلى عواصم العالم، معلناً استقلال سورية عن الانتداب الفرنسي باسم الرئيس تاج الدين الحسني. وجاءت ردود رسمية من ملوك ورؤساء العالم، أضفت شرعية دولية على العهد الجديد ورئيسه، كان من بينها رسالة تهنئة من ملك مصر فاروق الأول وملك السعودية عبد العزيز آل سعود وجورج السادس ملك بريطانيا. وتبعتهم زيارة رسمية قام بها ملك اليونان جورج الثاني إلى دمشق، الذي حلّ ضيفاً على رئيس الجمهورية، وتلاه الأمير محمّد رضا بهلوي، ولي عهد إيران.
ولكن علاقة الرئيس تاج الدين الحسني برئيس وزرائه حسن الحكيم بدأت تتصدع بسبب إصرار الأخير على إعادة فتح ملف التحقيق في جريمة اغتيال الدكتور عبد الرحمن الشهبندر، الأمر الذي رفضه الشيخ تاج لكي لا يحرج السلطات الفرنسية في سورية. استقال حسن الحكيم من منصبه وكلّف الشيخ تاج أحد قادة الكتلة الوطنية حسني البرازي بتشكيل الحكومة، ولكنها أيضاً لم تستمر إلا قليلاً، بسبب صراع دار بين البرازي ورئيس الجمهورية حول صلاحيات رئيس الحكومة. بعد استقالة البرازي في 8 كانون الثاني 1943 وقع الاختيار على جميل الأُلشي، وهو صديق قديم للشيخ تاج الدين الحسني شارك معه في كافة حكوماته السابقة وكان رئيساً للحكومة في مطلع العهد الفرنسي. هذه الحكومة مثل سابقاتها ضمت عدداً من الوزراء الوطنيين ومنهم نقيب المحامين في حلب أسعد الكوراني، ولكنها لم تُعمّر طويلاً بسبب وفاة رئيس الجمهورية بعد تسعة أيام فقط من تشكيلها يوم 17 كانون الثاني 1943.

## وفاته
شيعت دمشق الرئيس تاج الدين الحسني بجنازة رسمية وشعبية شارك فيها رئيس الجمهورية اللبنانية إميل أده وعدد من الزعماء العراقيين والسعوديين والأردنيين. ودفن في مقبرة الباب الصغير. وقيل يومها إنه تعرض لتسمم بالدم، بعد تشخيص الأطباء اللبنانيين القادمين من بيروت الدكتور يوسف حتي والدكتور إلياس خوري. تولى جميل الأُلشي رئاسة الجمهورية بالوكالة من بعده حتى آذار 1943، وأُجريت انتخابات رئاسية في صيف ذلك العام، أوصلت شكري القوتلي إلى سدة الرئاسة الأولى، خلفاً للشيخ تاج الدين الحسني.